# جلال حسن
جلال حسن (عربی: جلال حسن حاجم؛ زاده ۱۸ مهٔ ۱۹۹۱) یک بازیکن فوتبال اهل عراق است.
وی همچنین در تیم ملی فوتبال عراق بازی کرده‌است.